# سيفيرو خورادو
سيفيرو خورادو (بالإسبانية: Severo Jurado)‏ هو فارس ‏ إسباني، ولد في 9 سبتمبر 1988.

## وصلات خارجية
- سيفيرو خورادو على موقع الاتحاد الدولي للفروسية (الإنجليزية)
- سيفيرو خورادو على موقع FEI (رابط بديل) (الإنجليزية)
- سيفيرو خورادو على موقع أوليمبيديا (الإنجليزية)